# Sheppardia aurantiithorax
El akelat de Rubeho (Sheppardia aurantiithorax) es una especie de ave paseriforme de la familia Muscicapidae endémica de las montañas de Tanzania. Su nombre científico hace referencia al color ocre de su garganta y parte superior del pecho.

## Distribución y hábitat
Es endémico de las montañas Rubeho de Tanzania. Su hábitat natural son los bosques montanos húmedos tropicales. 